# Эг-Вив (Арьеж)
Эг-Вив (фр. Aigues-Vives (Ariège)) — коммуна во Франции в регионе Юг — Пиренеи.
Население — 666 человек (2017). Площадь — 5,16 км², соответственно Плотность населения — 93,99 чел./км².
Муниципалитет расположен на расстоянии около 660 км к югу от Парижа, 80 км юго-восточнее Тулузы, 23 км восточнее Фуа.